# Знаковая цифома
Знаковая цифома (Cyphoma signatum) — вид брюхоногих моллюсков рода Cyphoma, семейства Ovulidae.

## Распространение
Вид распространён в Мексиканском заливе, Карибском море, а также у побережья Малых Антильских островов, восточной Флориды и северной Бразилии.

## Описание

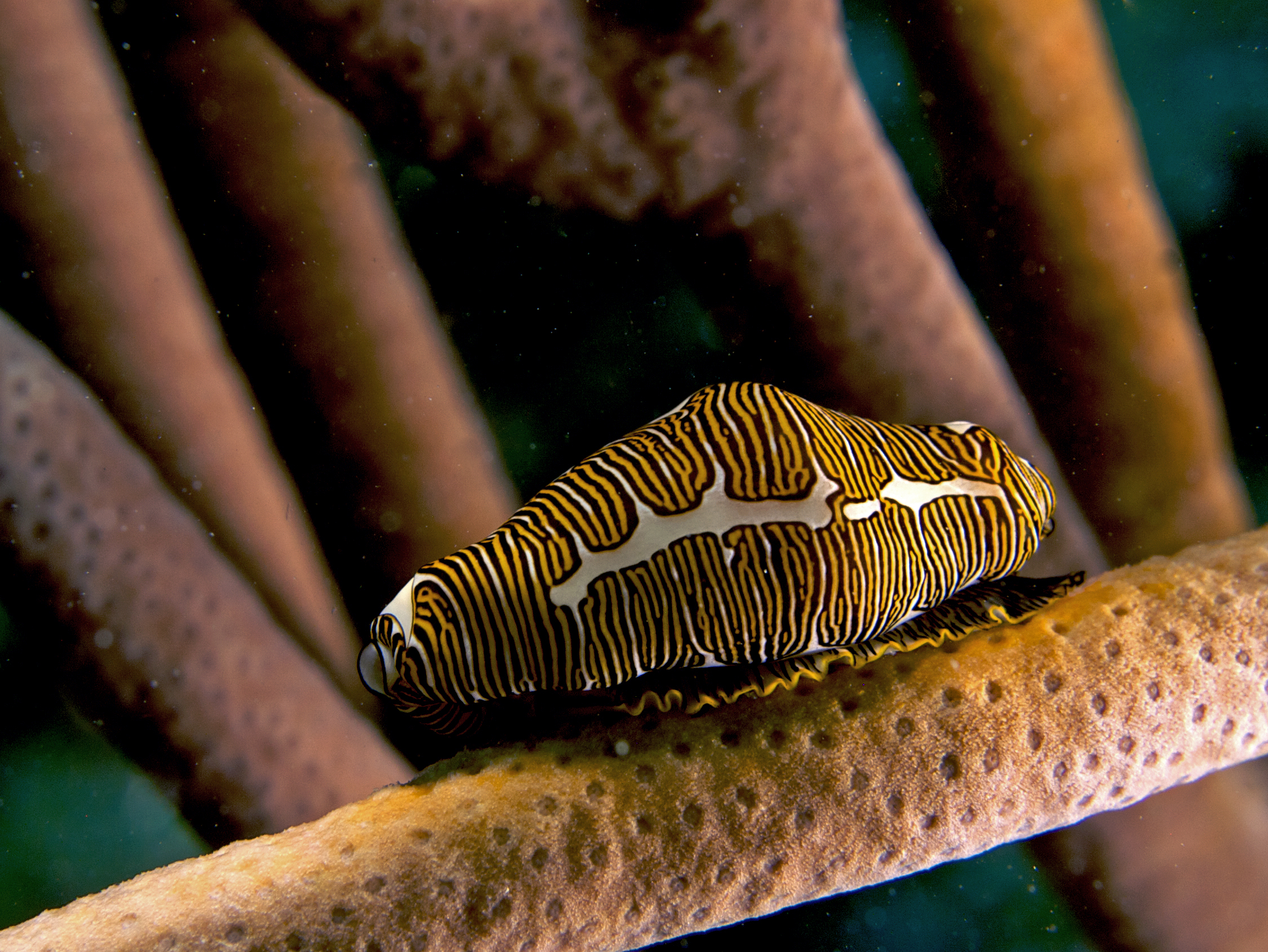

Размер раковины от 24 до 45 мм. Обитают на глубине от 0,3 до 90 м.